# European Commercial Internet Exchange

Logo

European Commercial Internet Exchange (ECIX) ist (nach dem DE-CIX) der zweitgrößte Internet-Knoten in Deutschland.
Unter dem Namen ECIX betreibt die Megaport (Deutschland) GmbH (bis 2020 Peering GmbH) kommerzielle Internet-Knoten in den Städten Amsterdam, Berlin, Düsseldorf, Frankfurt am Main und Hamburg. Im Juli 2016 wurde bekannt, dass die australische Firma Megaport den bisherigen Betreiber übernommen hat.
Der ECIX hat mehr als 170 Mitglieder, die mit Bandbreiten von 1 Gbit/s bis 100 Gbit/s angeschlossen sind. An den Standorten ist er in mehreren Rechenzentren mit eigener Switchinfrastruktur vertreten. Diese sind über Darkfibre und WDM-Verbindungen von 1 Gbit/s bis 100 Gbit/s untereinander verbunden. Der Datenaustausch („Peering“) zwischen den Providern erfolgt über IPv4 und IPv6.

## Technik
Die verteilte Switch-Infrastruktur ermöglicht Internetdienstanbietern kostenfrei Daten auszutauschen. Die Anschaltung der Kunden erfolgt wahlweise über einen oder mehrere 1 Gbit/s, 10 Gbit/s, 40 Gbit/s oder 100 Gbit/s Ethernet-Ports. Der ECIX setzt Extreme Networks, Force10,  Brocade und Cisco Ethernet-Switches ein.